# Domar
Pour les articles homonymes, voir Evsey Domar.
Domar (en vieux norrois : Dómarr) est un roi légendaire de Suède du IVe siècle appartenant à la dynastie des Ynglingar.
Il est le fils de Domalde et le père de Dyggve.

## Biographie
Son nom signifie « le juge » en vieux norrois.

### Saga des Ynglingar
D'après la Saga des Ynglingar, Domar devient roi après le sacrifice de son père Domalde, qui rend leur fertilité aux champs du pays. Son règne est par conséquent long et paisible.
Domar meurt dans son lit à Gamla Uppsala. Son corps est transporté jusqu'à la plaine de Fýrisvellir et sa dépouille est brûlée sur les berges d'une rivière, à un endroit marqué ensuite d'une pierre dressée.

## Famille

### Mariage et enfants
De son union avec Drott, fille de Danpi Rigsson et sœur de Dan l'Arrogant (éponyme du peuple danois), il eut :
- Dyggve.

### Sources
- Snorri Sturluson, La Saga des Ynglingar [détail des éditions].